# Billbergia rosea
Billbergia rosea es una especie del género Billbergia. Es originaria de Venezuela.

## Taxonomía
Billbergia rosea fue descrita por   Johann Georg Beer  y publicado en Die Familie der Bromeliaceen 128. 1856.
Sinonimia
- Billbergia granulosa Brongn.
- Billbergia granulosa Brongn. ex Baker
- Billbergia venezuelana Mez[3]